# Waltensburg/Vuorz
Waltensburg/Vuorz é uma comuna da Suíça, no Cantão Grisões, com cerca de 364 habitantes. Estende-se por uma área de 32,32 km², de densidade populacional de 12 hab/km². Confina com as seguintes comunas: Andiast, Breil/Brigels, Linthal (GL), Obersaxen, Rueun. A língua oficial nesta comuna é o Romanche.

## História
Waltensburg/Vuorz foi mencionado pela primeira vez em 765 como Vorce. O nome alemão de Waltensburg é mencionado pela primeira vez em 1209 como Waltramsburg, que era um nome mais antigo do castelo Jörgenberg. Enquanto a população de língua romanche usava o nome romanche mais antigo de Vorce (que significa: "uma bifurcação de rio"), o antigo nome do castelo mudou para incluir a vila. Mais ou menos na mesma época, o castelo passou a ser conhecido como Jörgenberg, devido ao nome da vizinha Igreja de São Jorge, fortificada no início da Idade Média.
Na Idade Média, os assentamentos próximos em Ladral (1 530 m (5 020 pés)) e Jörgenberg pertenciam a Waltensburg. Na área ao redor de Waltensburg/Vuorz existem três outras fortalezas medievais, Grünenfels (romanche: Chischlatsch), lar do Freiherren de Grünenfels no século XIII, Kropfenstein e Vogelberg (romanche: Cafoghel).
Em 1734, o município de Waltensburg, que na época incluía Rueun, Siat, Pigniu, Andiast e Schlans, comprou os últimos direitos do feudo de Jörgenberg. A igreja paroquial de St. Leodegar é mencionada pela primeira vez em 1241. A paróquia de Waltensburg incluiu Andiast até 1526, quando Waltensburg foi o único município em Bündner Oberland que se converteu à fé reformada. Uma procissão do católico romano Andiast através de Waltensburg em direção a Rueun em 1682 deu início à Fahnenkrieg (Guerra da Bandeira) no vale.
Até 1963, o município era financeiramente estável com os impostos sobre o uso da água e florestas e não tinha impostos sobre a propriedade. No entanto, a partir de 1961, muitas das pequenas fazendas começaram a se combinar em algumas operações maiores, o que levou à emigração de muitos agricultores para Ilanz, Domat/Ems e Chur. O crescimento do turismo em muitas aldeias romanche trouxe parte dessa população de volta.

## Sítios patrimoniais de importância nacional
A Igreja Reformada Suíça de Waltensburg/Vuorz com afrescos, o assentamento pré-histórico e o castelo medieval em Jörgenberg, o Richtstätte/Galgen Fuortgas e as ruínas do Castelo Kropfenstein estão listados como patrimônios suíços de importância nacional.

Escavações arqueológicas no Jörgenberg descobriram vestígios de um assentamento da Idade do Bronze, um assentamento rácio da Idade do Ferro e alguns itens romanos. A igreja paroquial reformada de São Leodegar foi mencionada pela primeira vez em 1241. Os afrescos são obra do desconhecido Mestre de Waltensburg e foram executados entre 1350 e 1450.

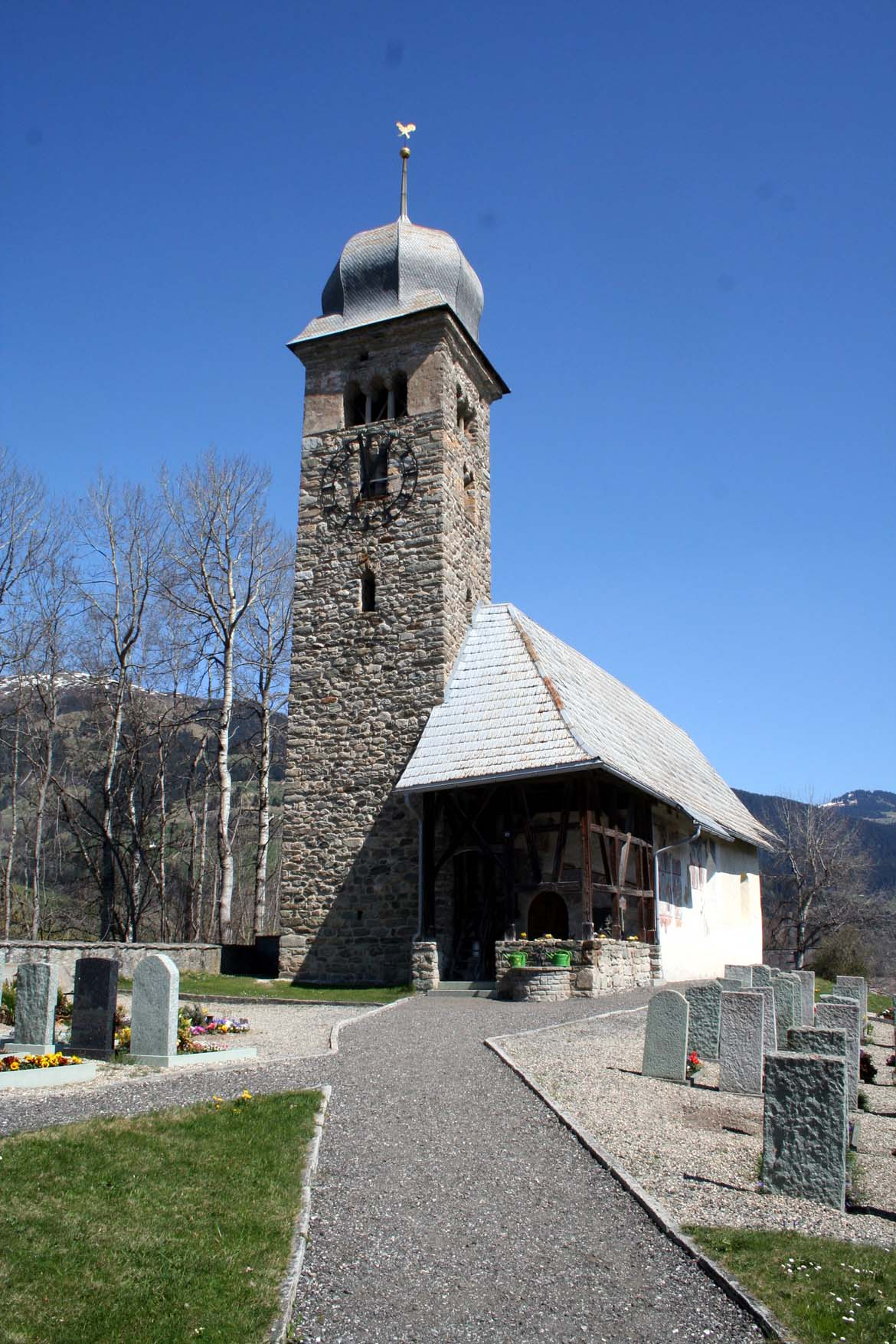
Exterior da igreja
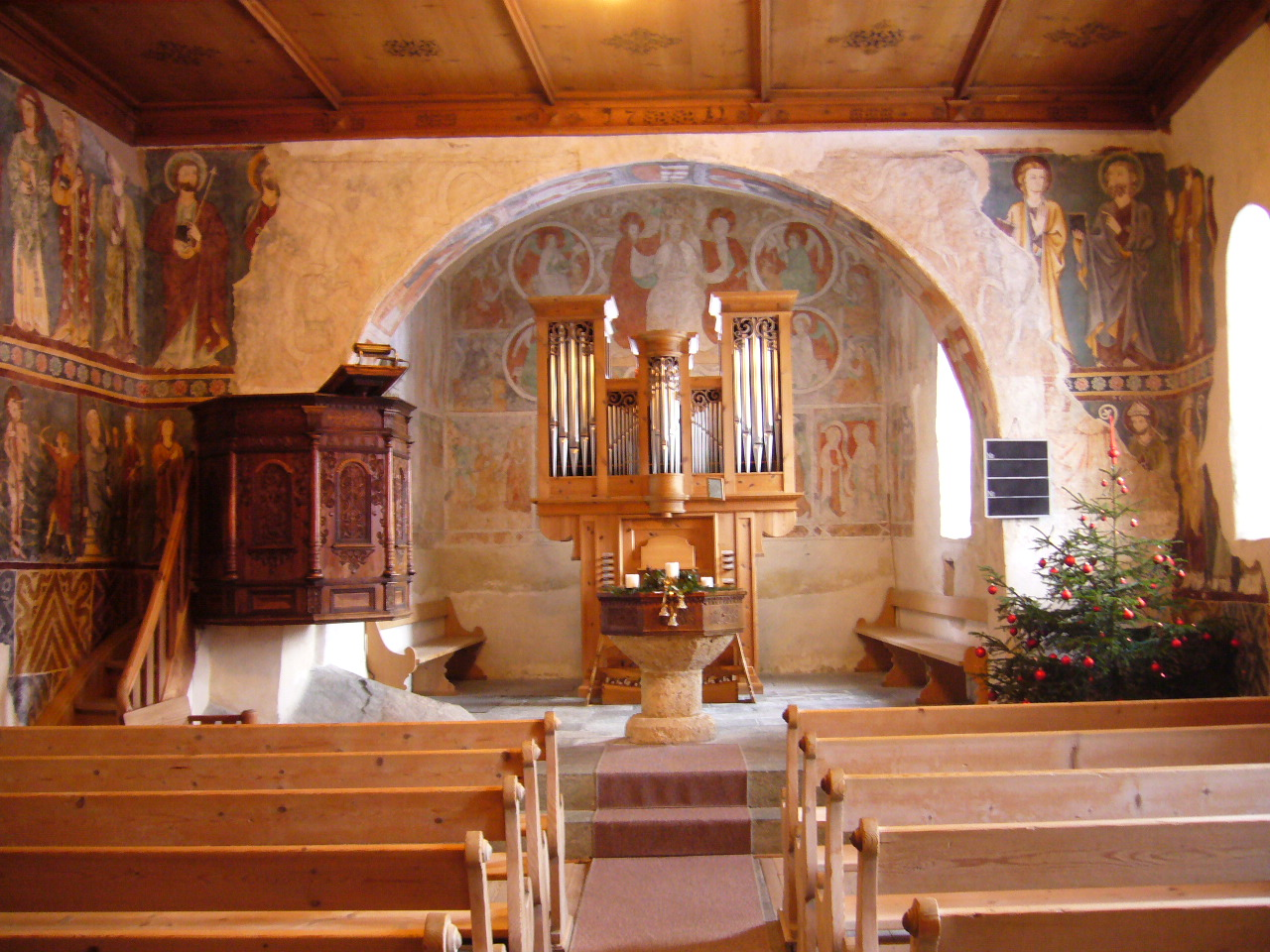
Interior da Igreja de Waltensburg
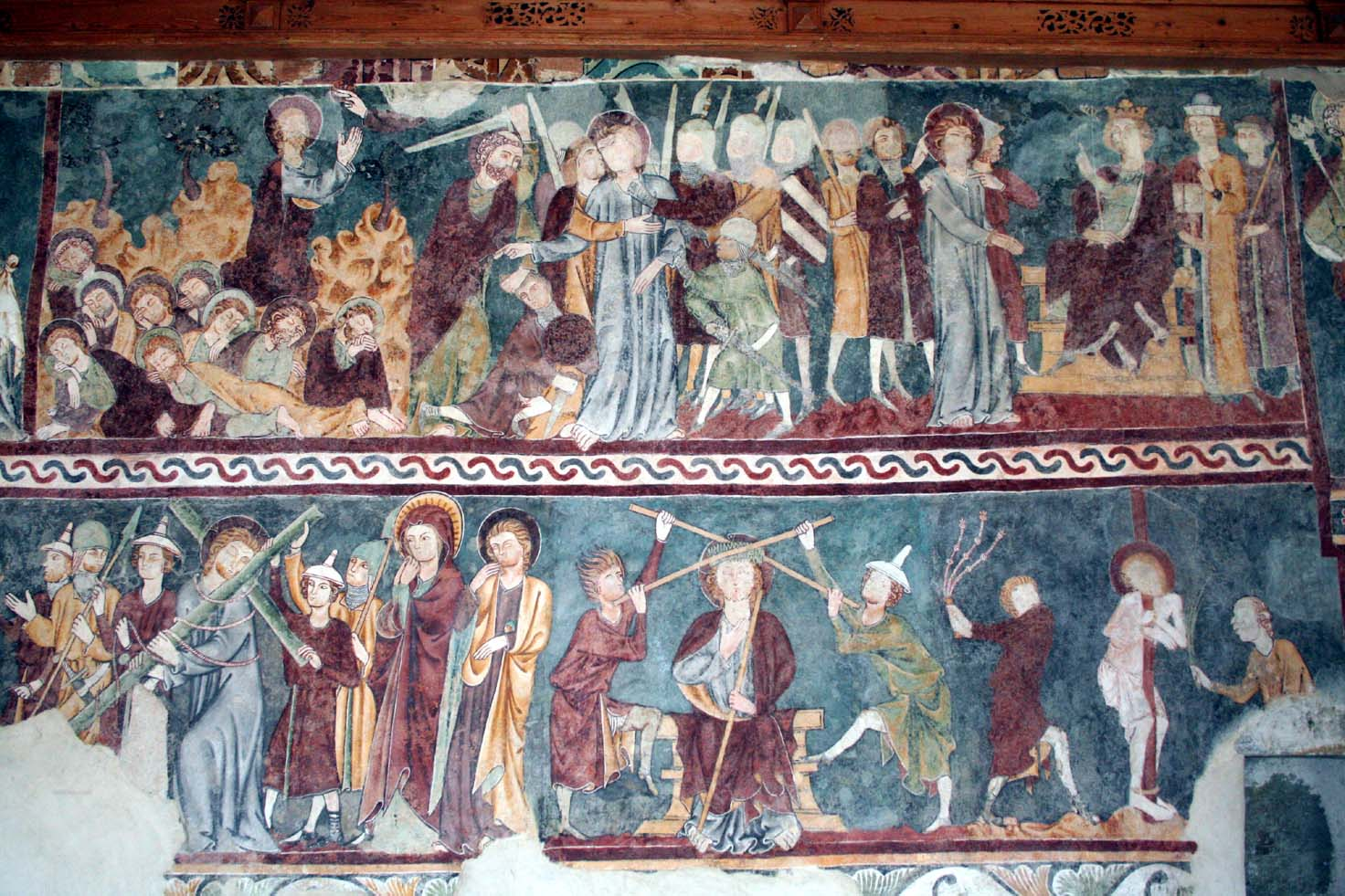
Afresco das Estações da Cruz
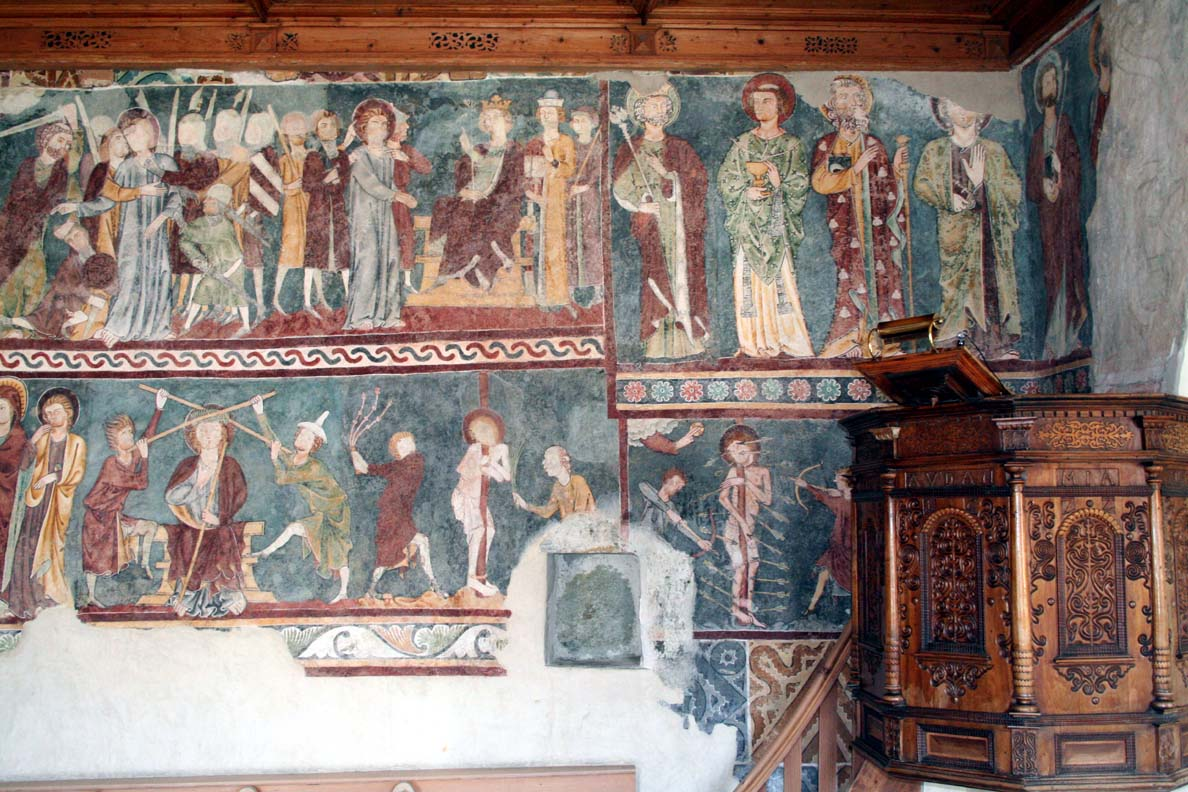
Afrescos, incluindo a flagelação de Cristo
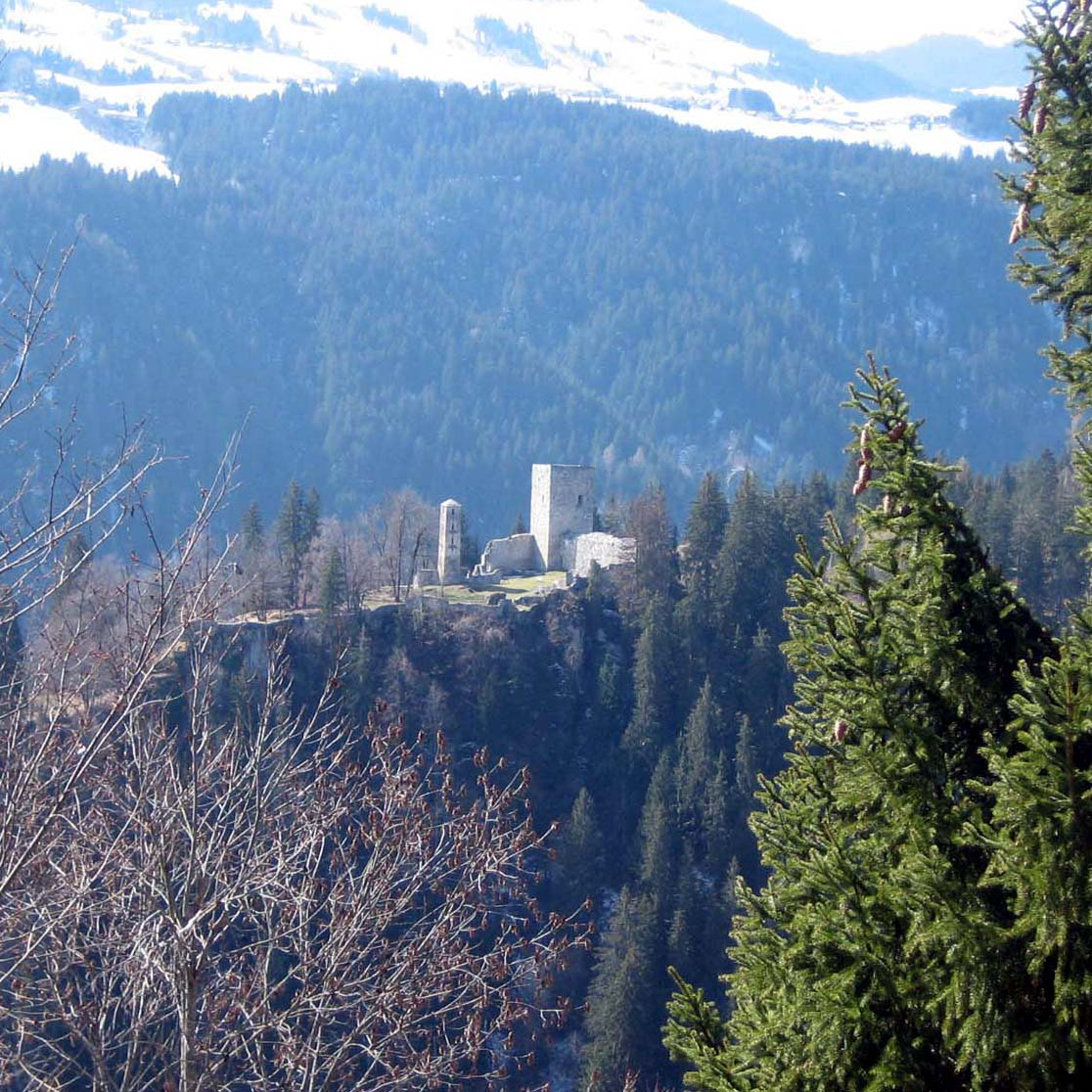
Burg Jörgenberg
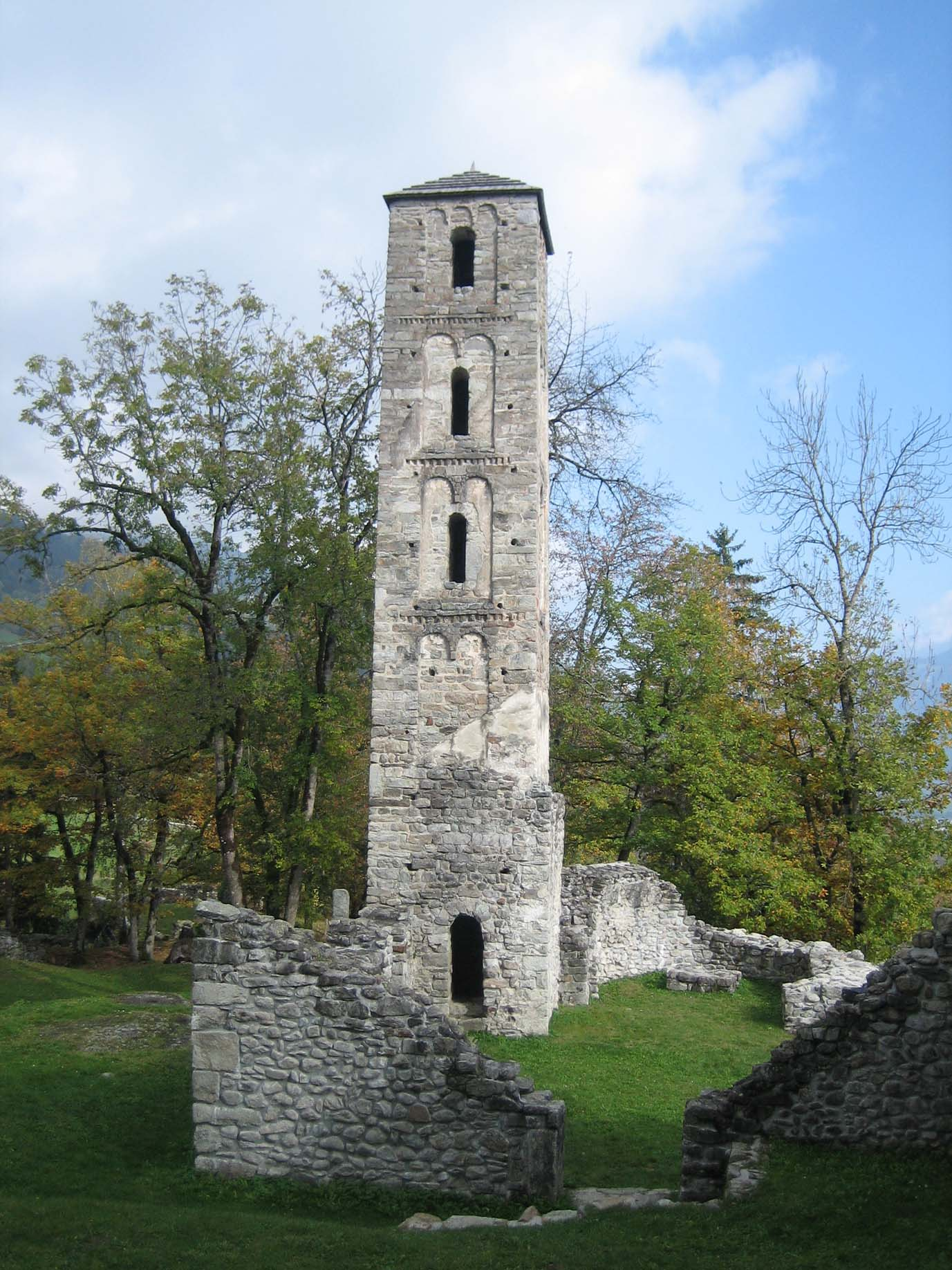
Torre do Sino de Jörgenberg
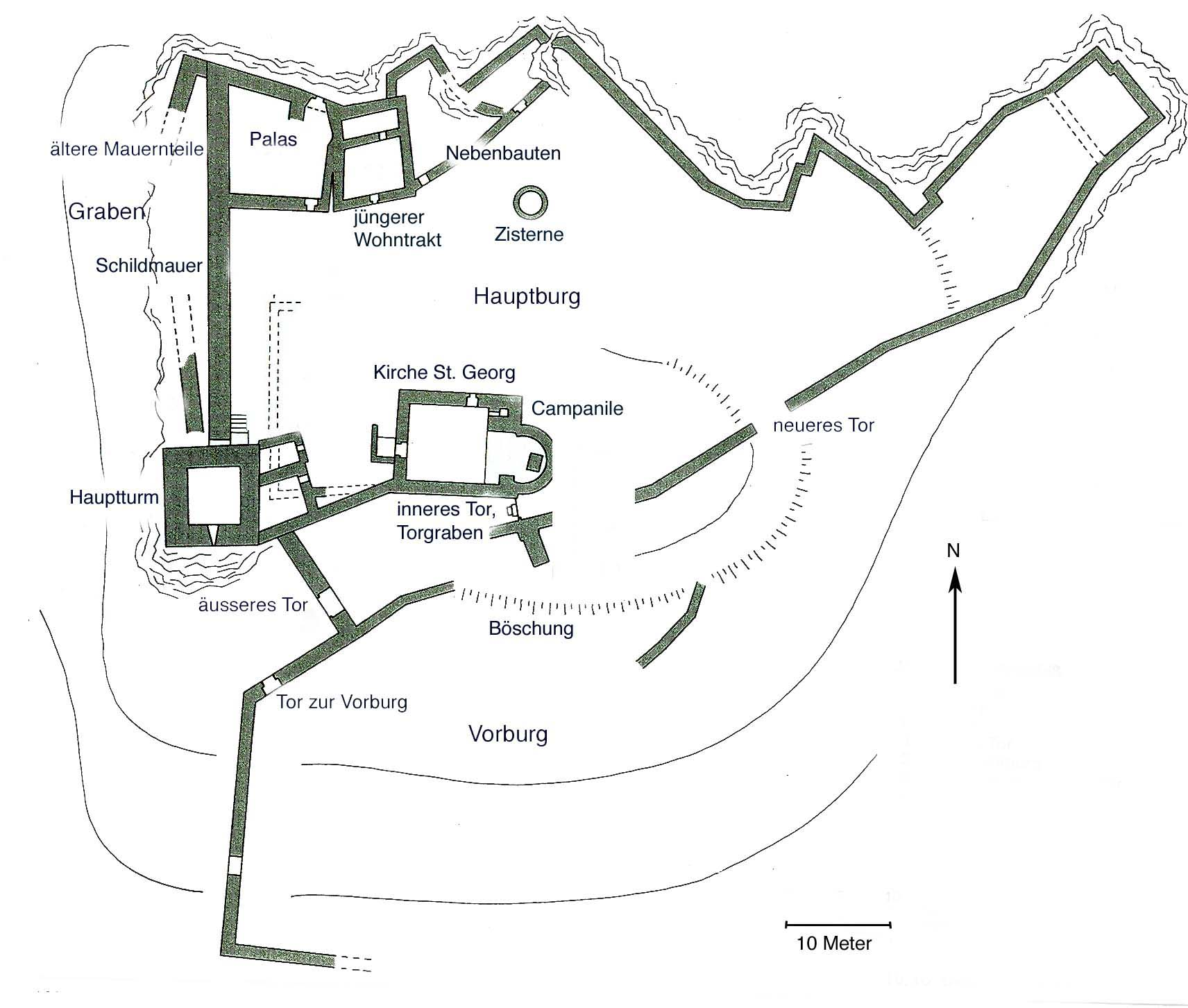
Planta baixa de Jörgenberg
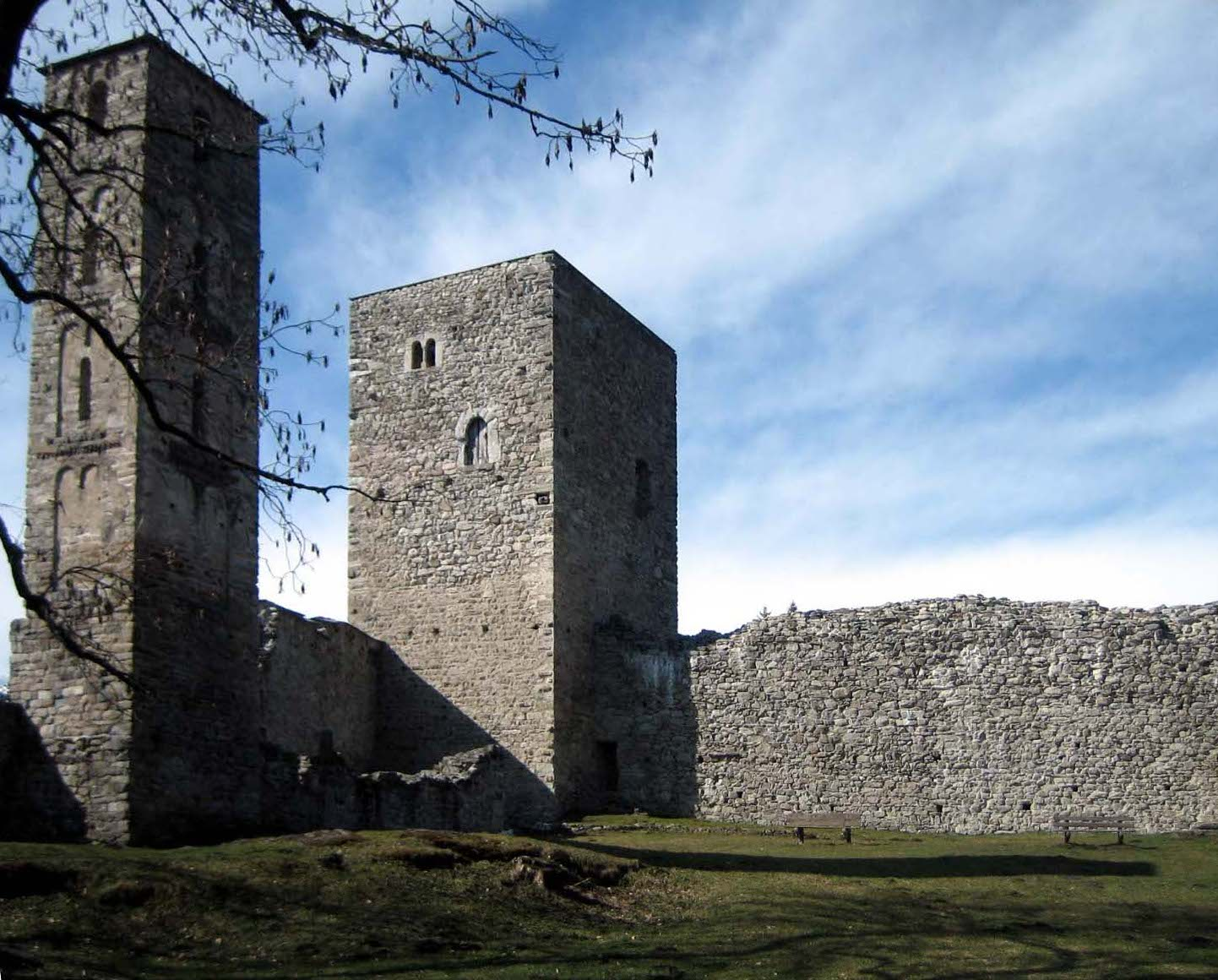
Pátio interno de Jörgenberg
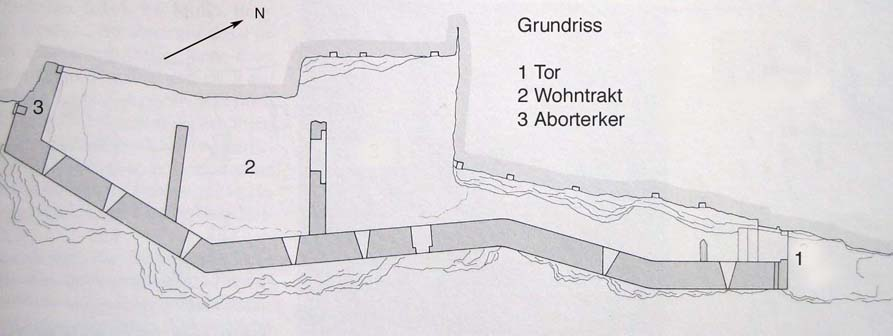
Planta baixa do Castelo de Kropfenstein
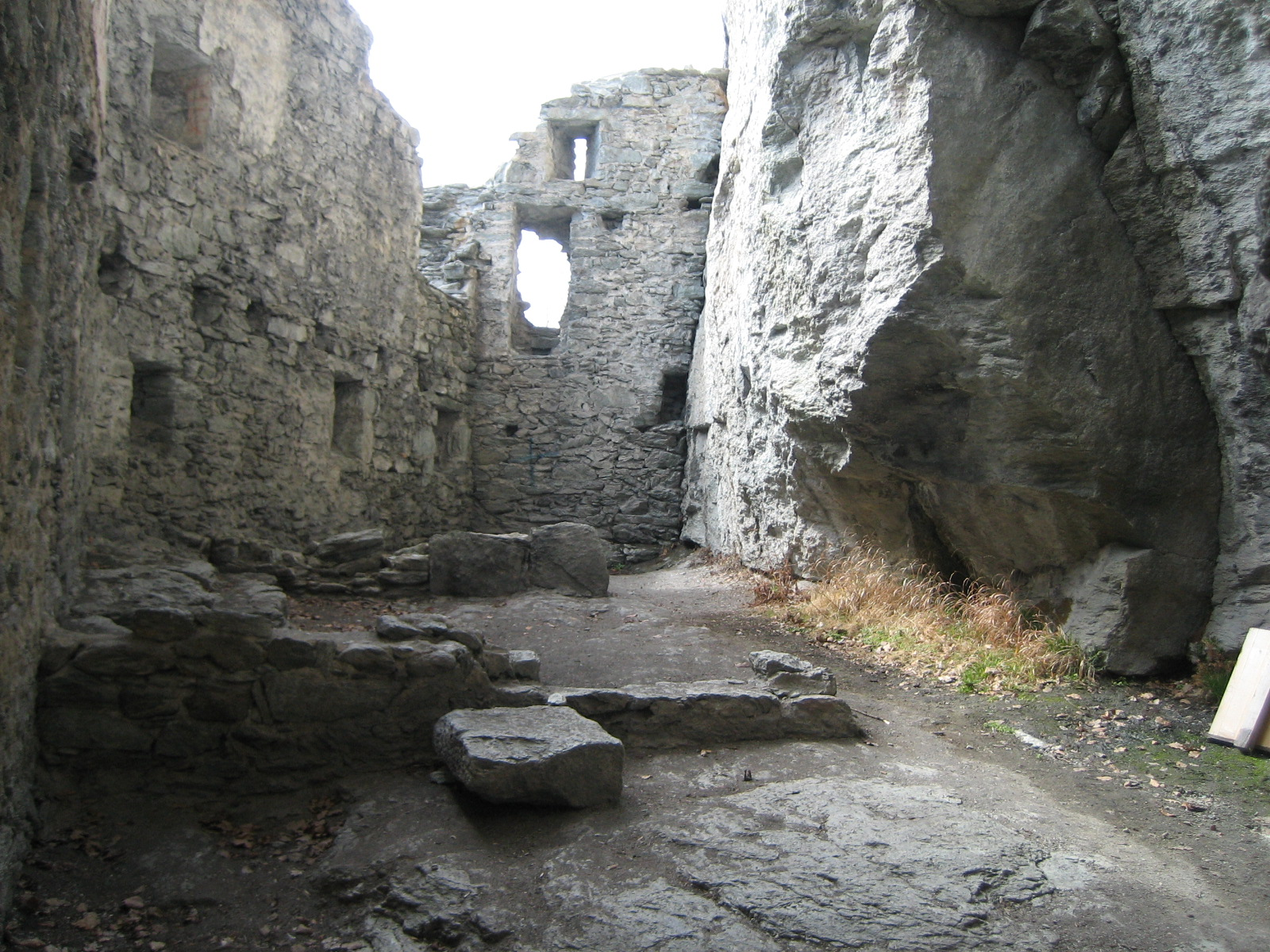
Interior de Kropfenstein
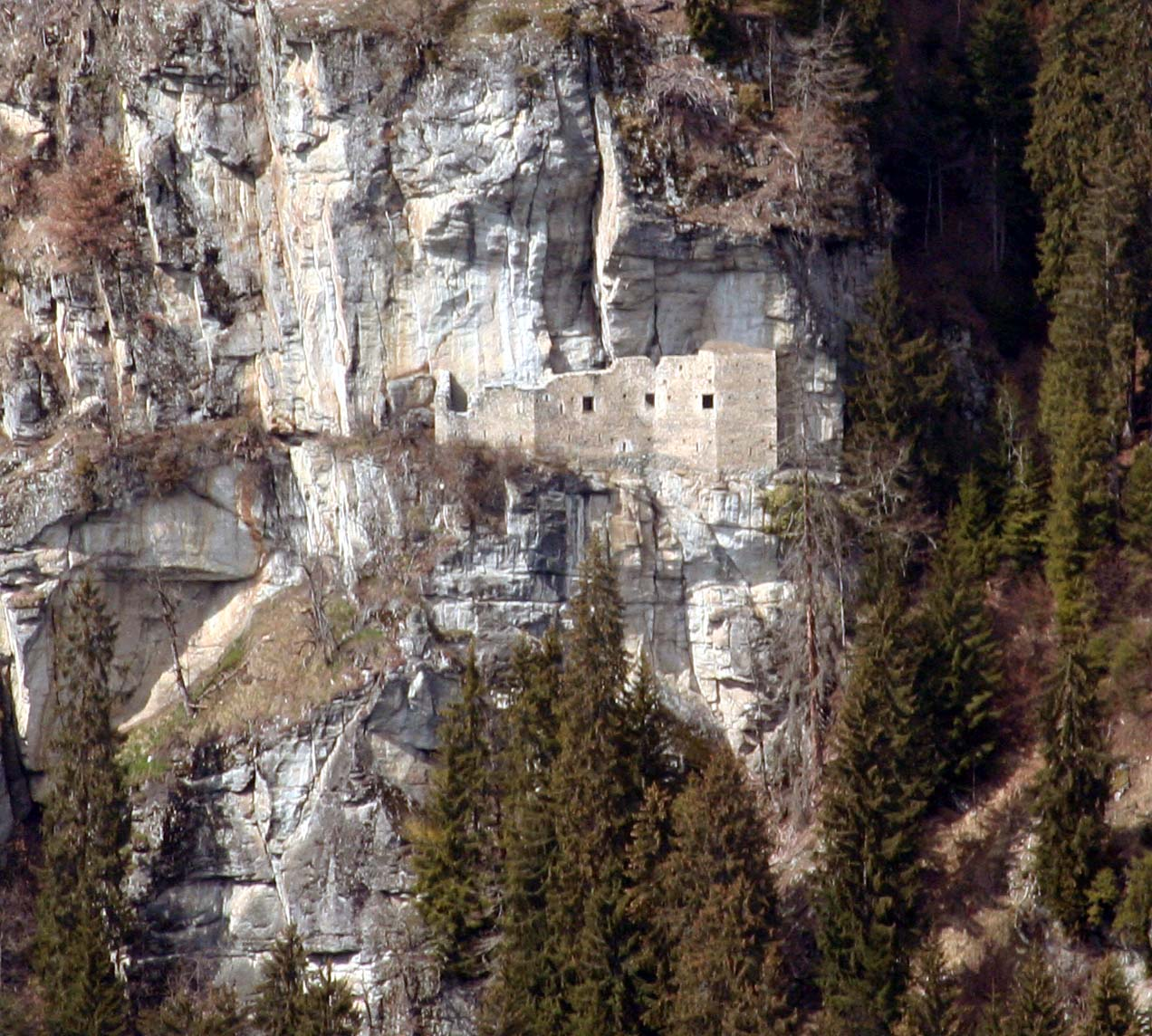
Sítio de Kropfenstein
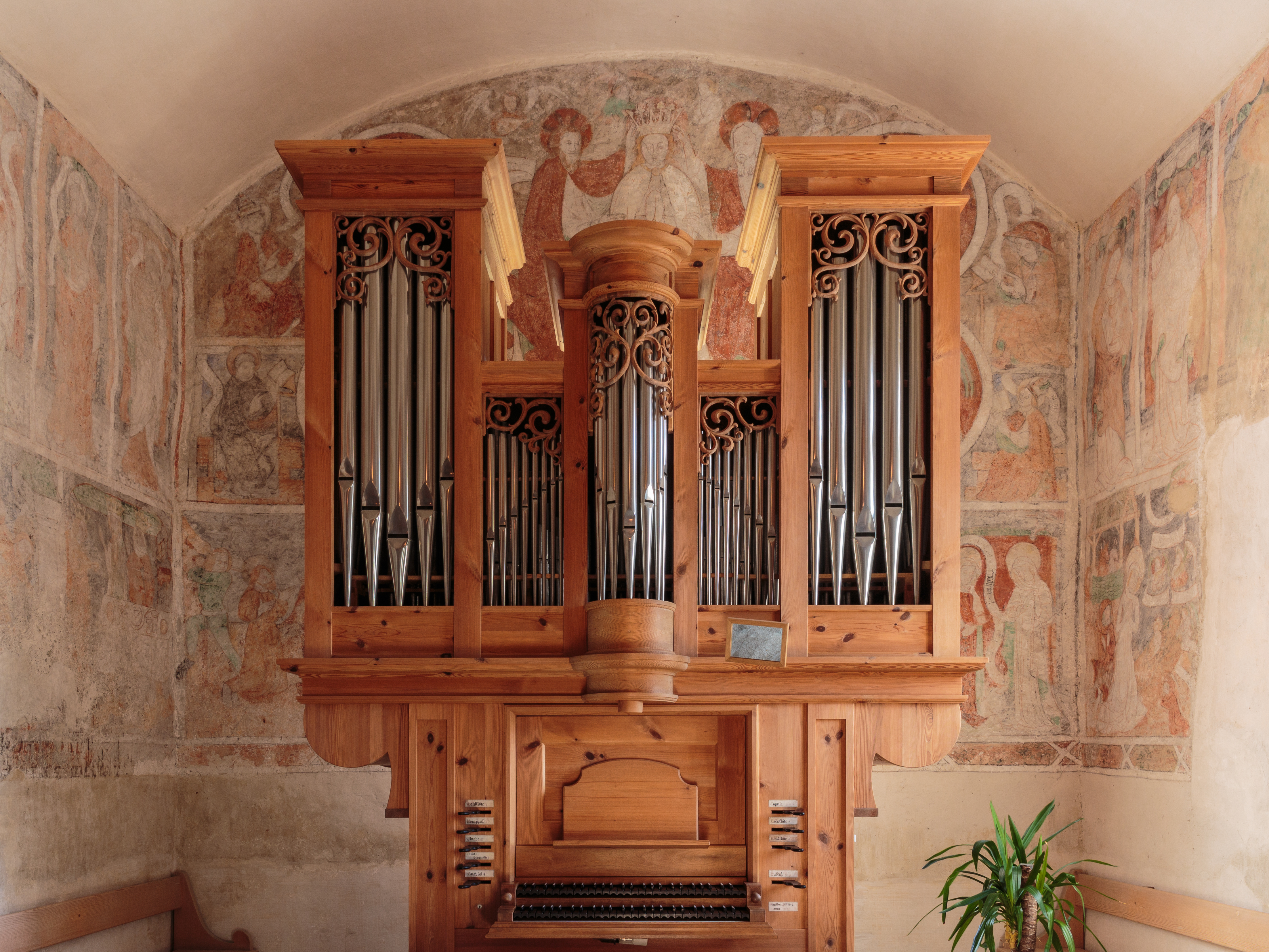
Órgão da igreja
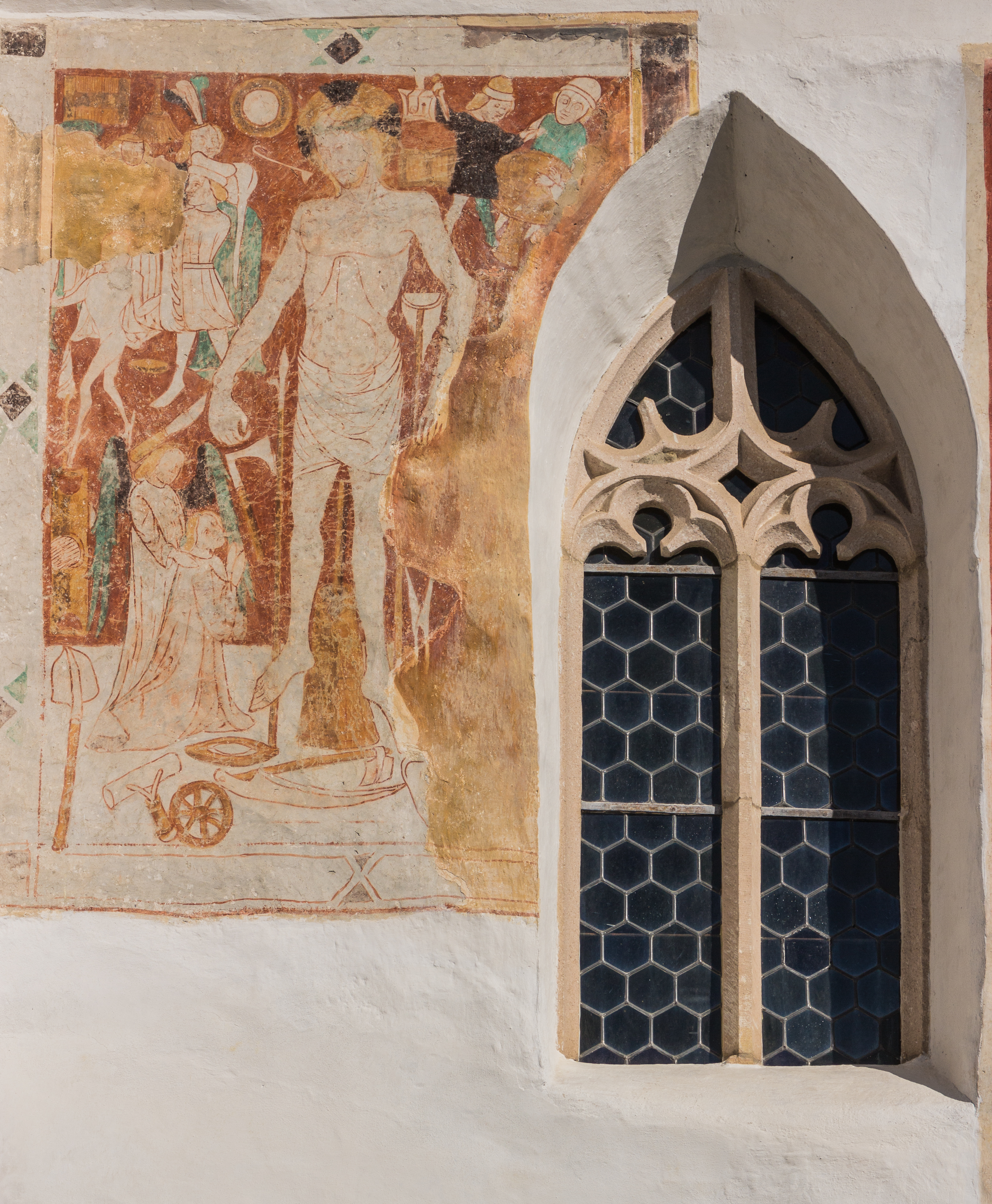
Afresco e janela na igreja
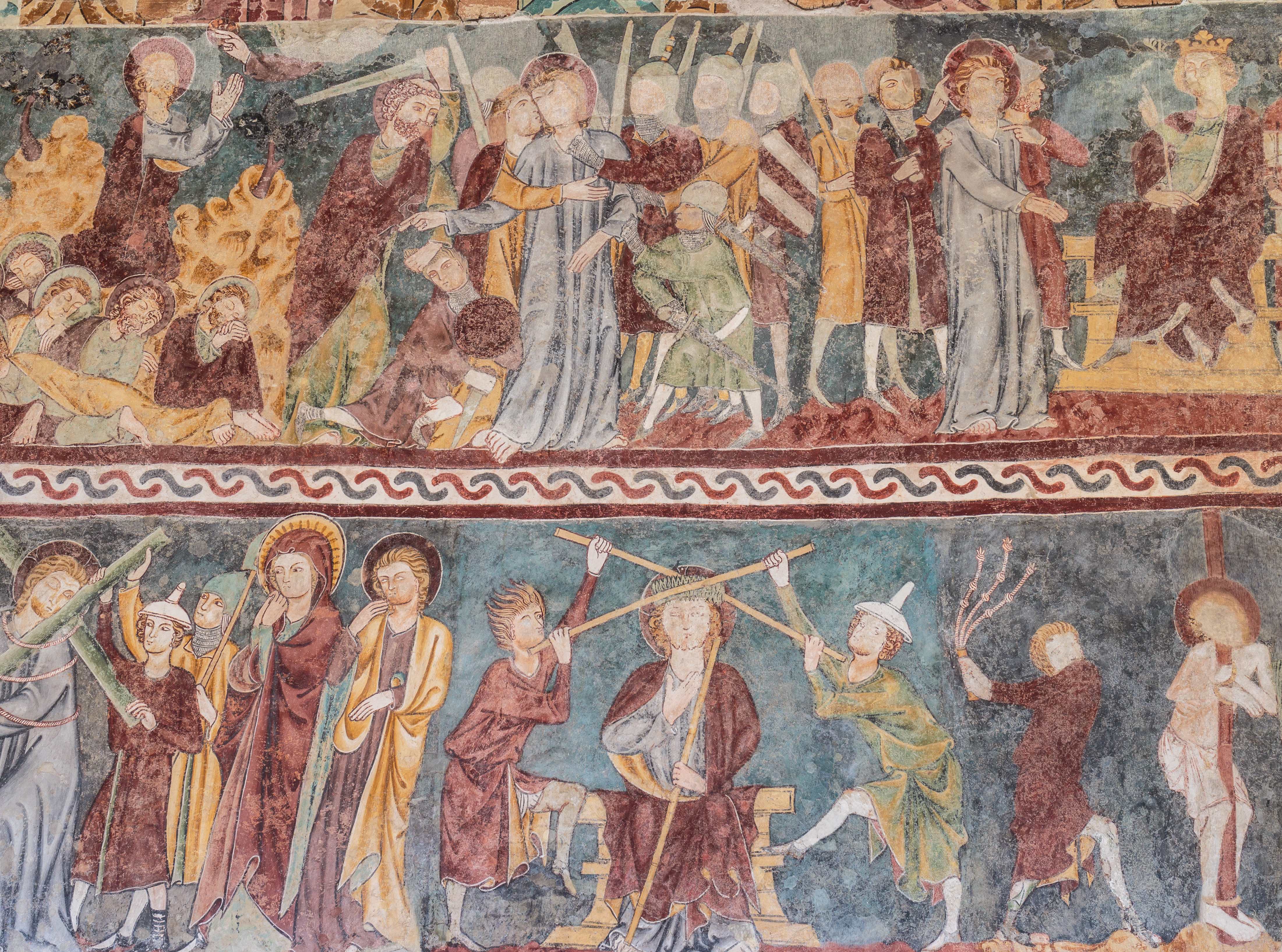
Afresco
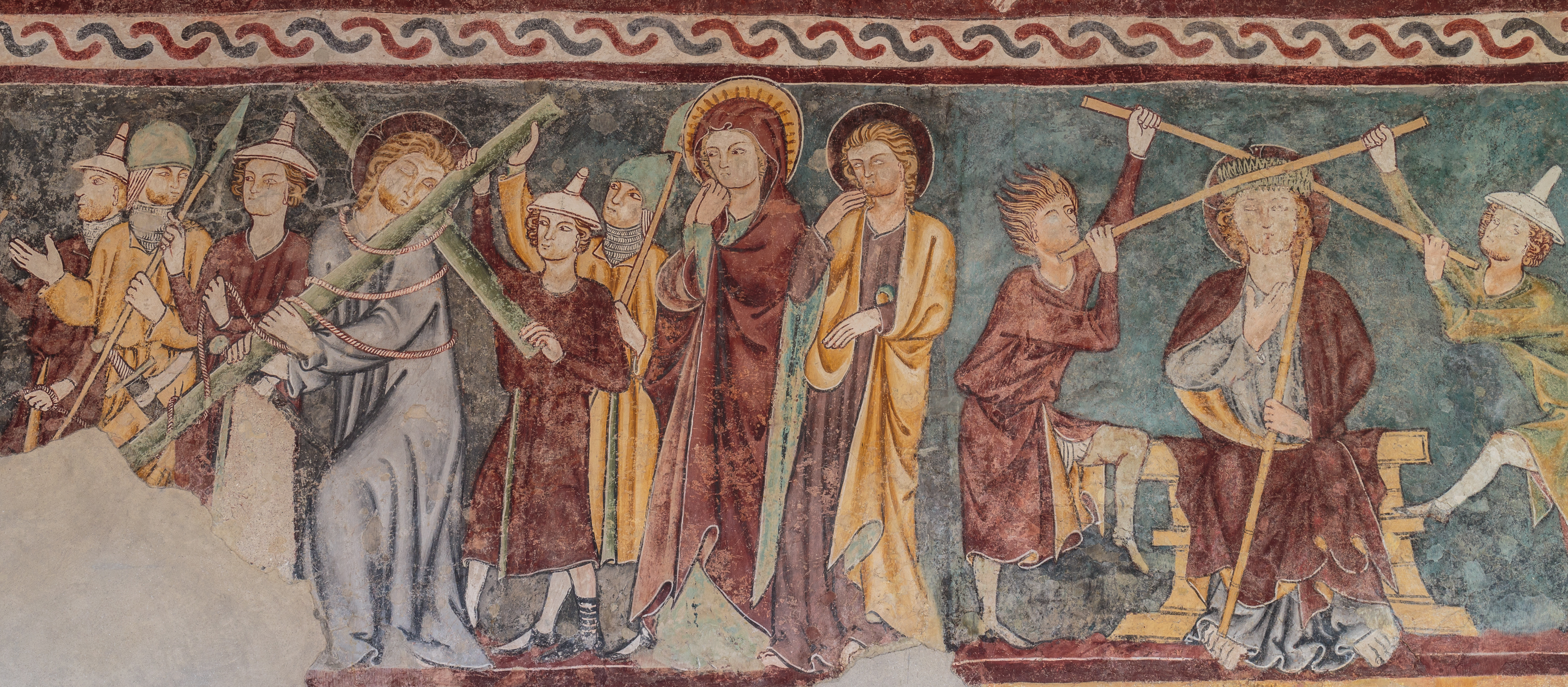
Afresco
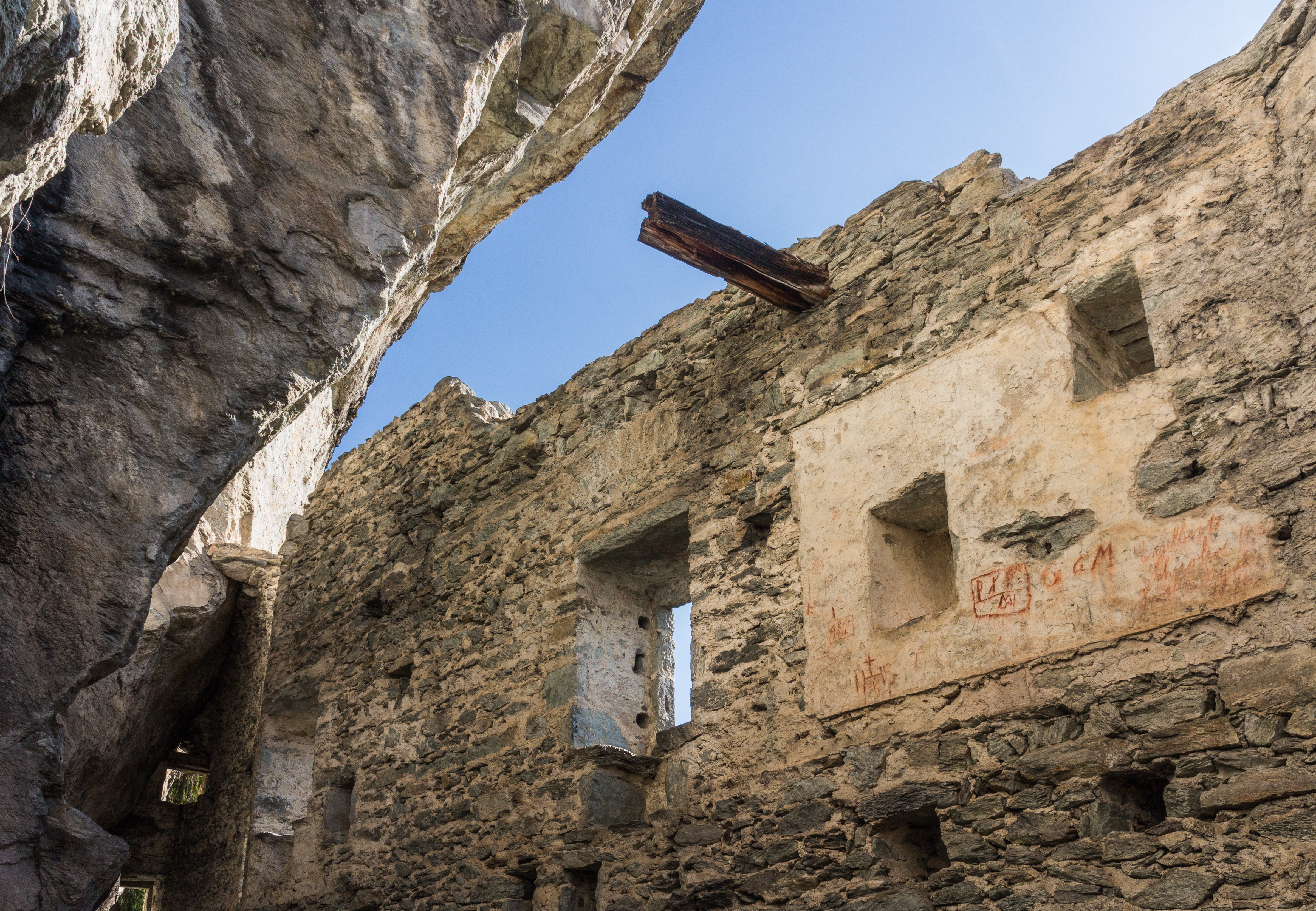
Ruínas do Castelo de Kropfenstein
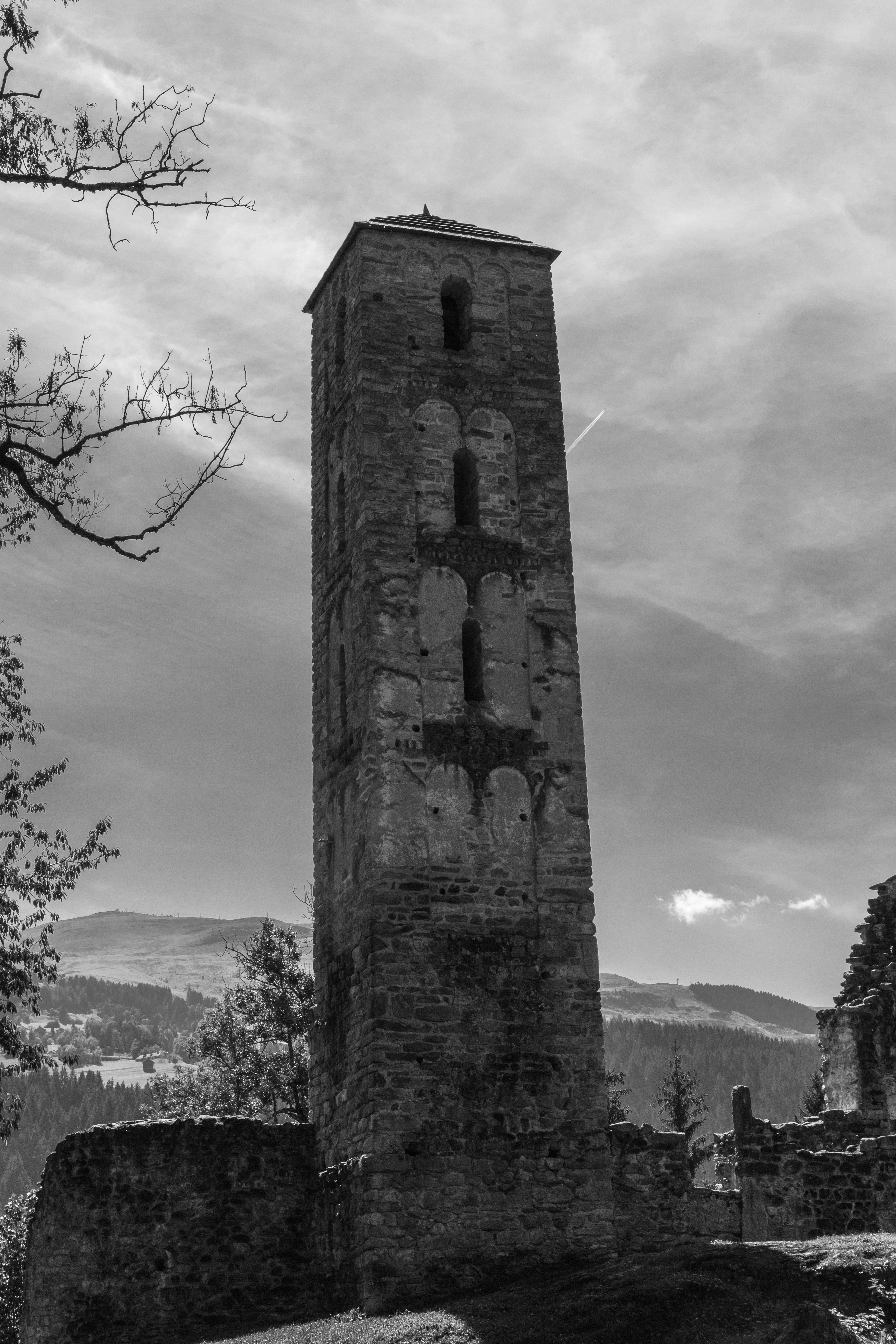
Toren bij de ruïne.
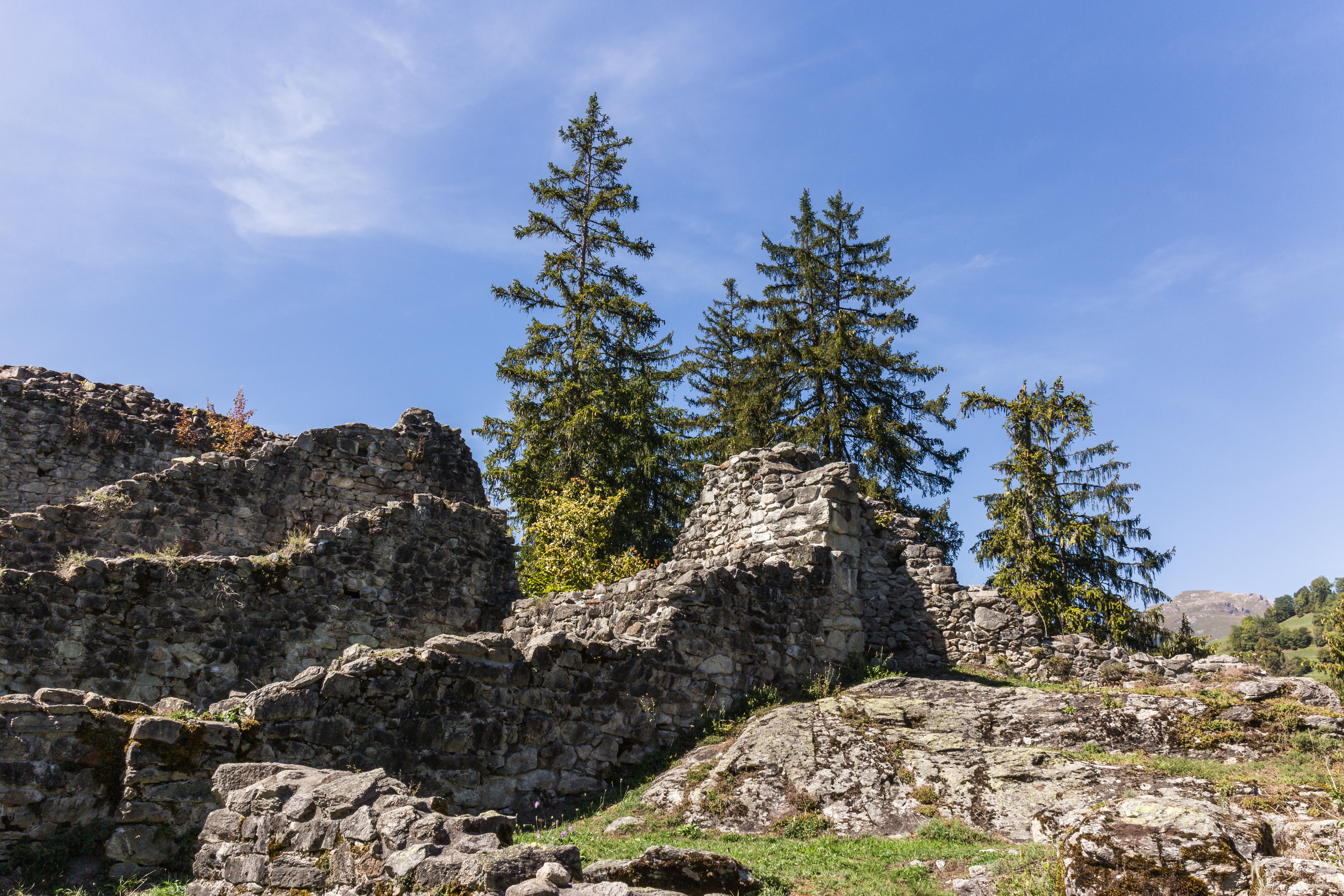
Restanten van de ruïne.
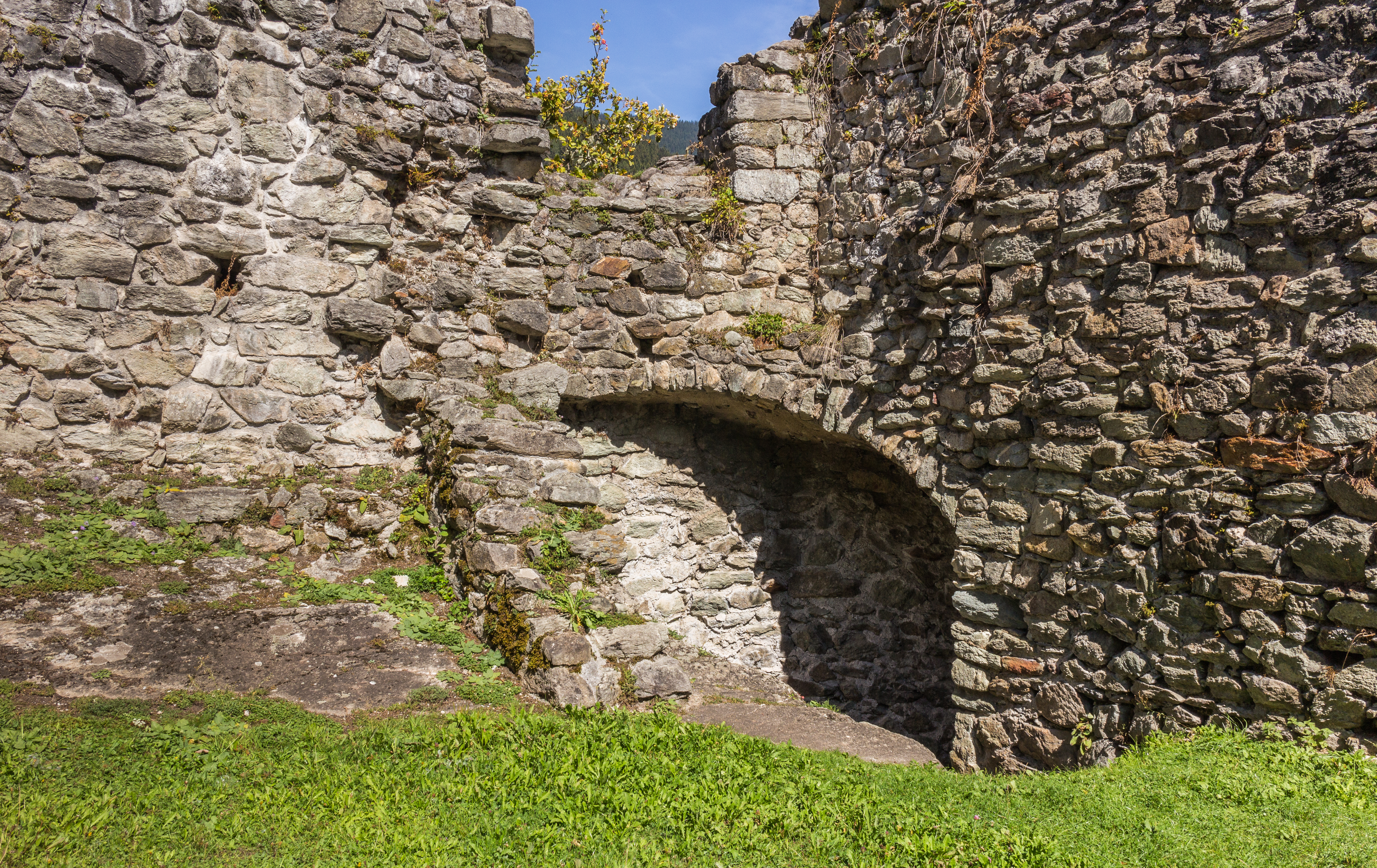
Restanten van de ruïne.
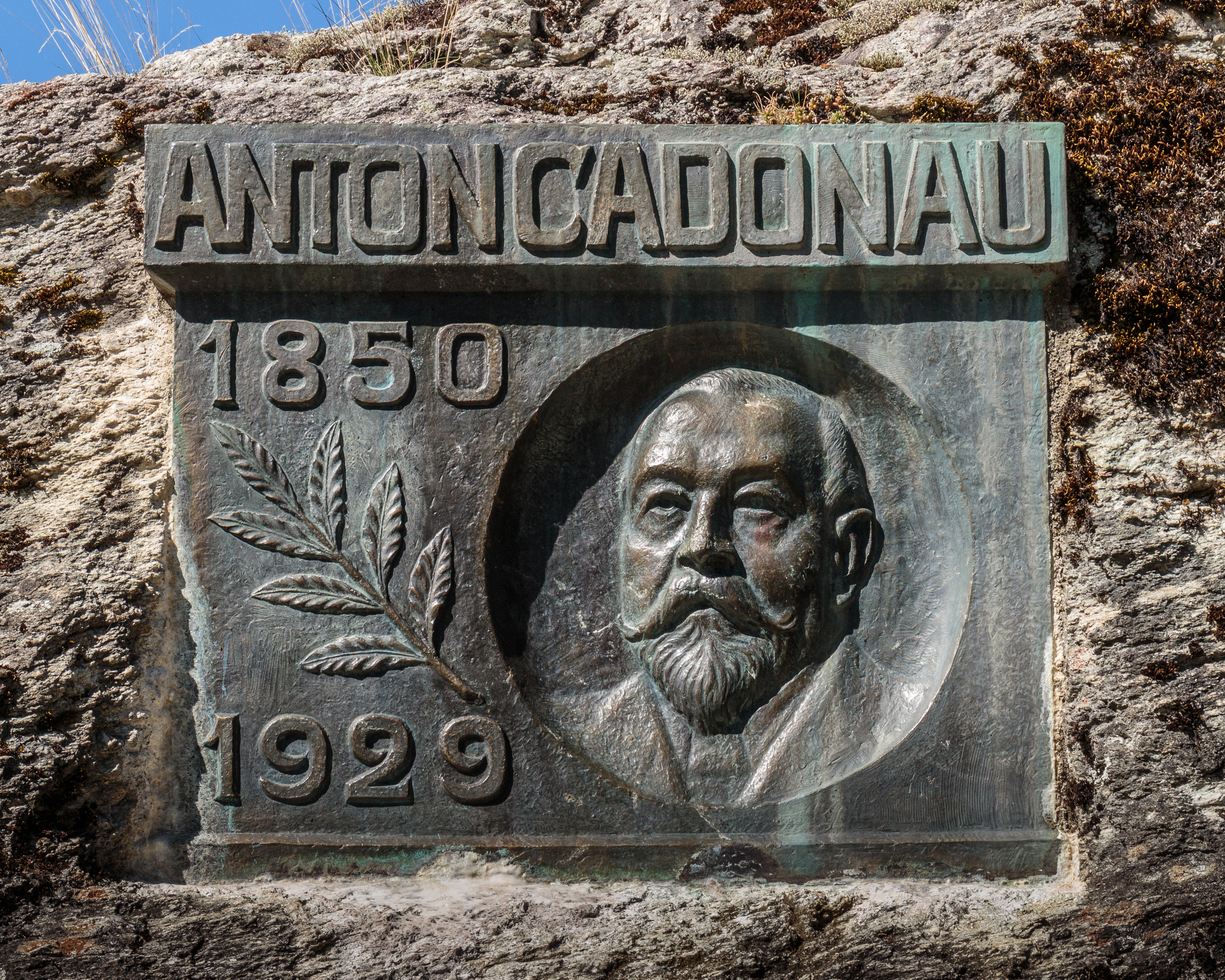
herinneringssteen.